# Селенга (село)
Селенга́ (бур. Сэлэнгэ) — село в Тарбагатайском районе Бурятии. Входит в сельское поселение «Шалутское».

## География
Расположено на федеральной магистрали Р258 «Байкал» в 2 км к северо-востоку от центра сельского поселения «Шалутское», села Солонцы, и в 19 км северо-восточнее райцентра — села Тарбагатай. По западному краю села проходит железнодорожная линия Улан-Удэ — Наушки.

## Население
| 2002 | 2010 |
| ---- | ---- |
| 85   | ↗99  |